# Schoschma
Schoschma (russisch Шожма) ist eine Eisenbahnstation in Nordwestrussland. Der Ort gehört zur Oblast Archangelsk und hat 162 Einwohner (Stand 14. Oktober 2010). Schoschma befindet sich im Njandomski rajon.

## Geographie

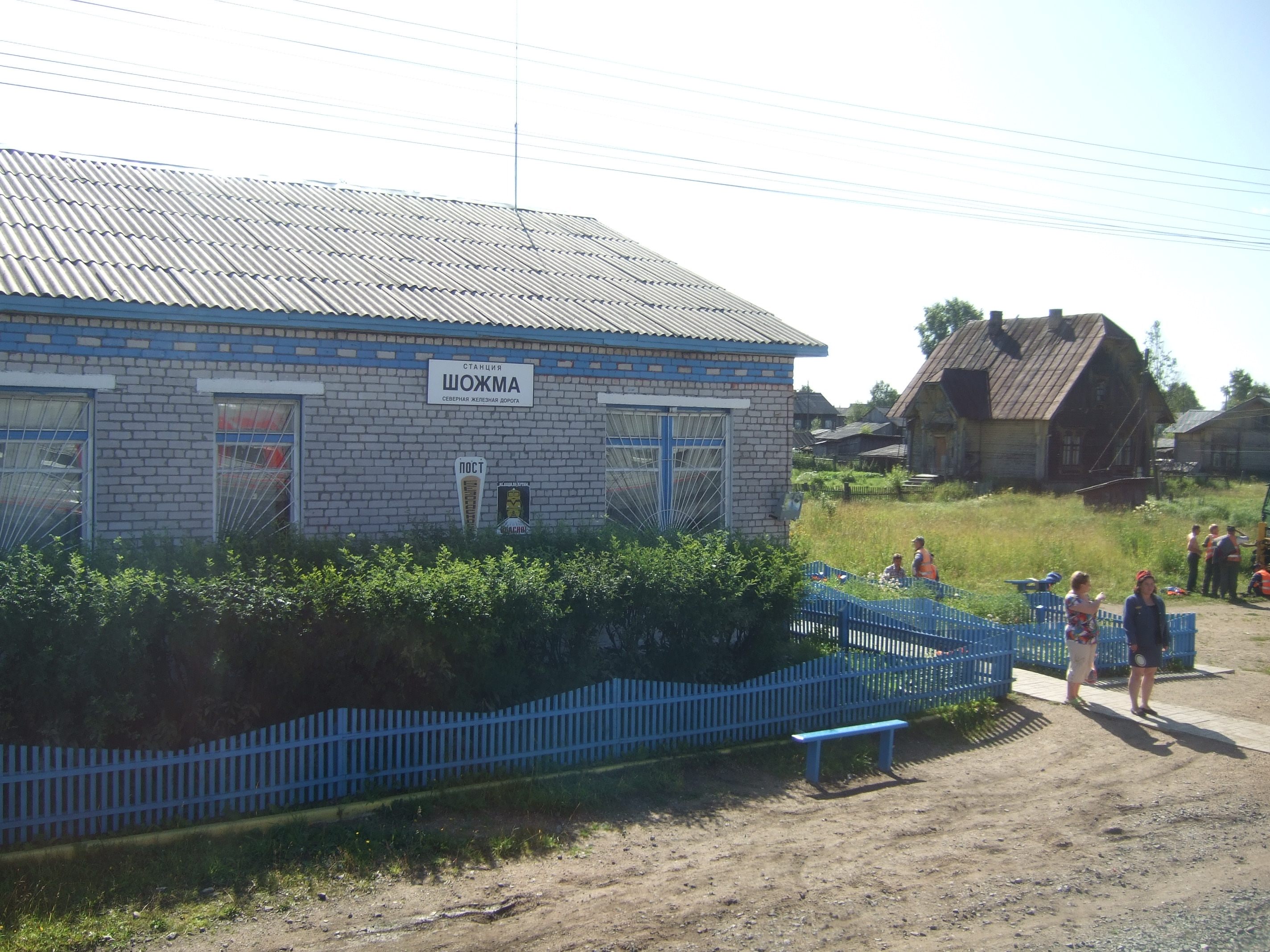
Bahnhof in Schoschma

Schoschma befindet sich etwa 290 Kilometer südwestlich der Oblasthauptstadt Archangelsk. Die nächstgelegene Stadt Njandoma liegt etwa 28 Kilometer südlich von Schoschma und ist zugleich administratives Zentrum des Rajon. Südlich von Schoschma verläuft der gleichnamige Fluss Schoschma, welcher der Station seinen Namen gab.

## Geschichte
Schoschma entstand Ende des 19. Jahrhunderts beim Bau der Eisenbahnlinie Wologda–Archangelsk. Bis zum Anfang der 1990er Jahre war die Forstwirtschaft lange Zeit der wichtigste Wirtschaftszweig des Ortes. Zu Sowjetzeiten entstand hier ein Arbeitslager, das bis 1985 Bestand hatte.

## Wirtschaft und Infrastruktur
Schoschma ist eine Station der Nordeisenbahn auf der Strecke Konoscha – Archangelsk. Die Eisenbahn ist auf Grund fehlender Straßenverbindungen zugleich der einzige Verkehrsweg zum nahegelegenen Rajonzentrum Njandoma. Seit dem Zusammenbruch der Forstwirtschaft in Schoschma ist der Eisenbahntransport der einzig verbliebene Wirtschaftszweig. Schoschma ist unter anderem in Besitz einer Bibliothek.